# Вступление Северной Македонии в Европейский союз
Республика Северная Македония является кандидатом на вступление в Европейский союз с 2005 года. В 2005 году был получен статус страны-кандидата в ЕС, а в 2022 году начались переговоры о вступлении страны в ЕС.
Вступление Северной Македонии в Европейский союз и НАТО является приоритетом правительства Северной Македонии.
26 июня 2018 года Совет Европейского союза принял решение об открытии переговоров о присоединении Северной Македонии к ЕС в июне 2019 года, если демократические реформы будут продолжены.

## История вступления
Северная Македония подала заявку о вступлении в 2004 году, через тринадцать лет после обретения независимости от Югославии. По состоянию на июнь 2014 года, Республика Македония являлась одной из шести стран-кандидатов, вместе с Албанией, Исландией, Черногорией, Сербией и Турцией. Важным препятствием для полноправного членства были постоянные возражения Грецией по поводу наименования страны. Европейский союз официально именовал страну её временным наименованием в ООН «Бывшая Югославская Республика Македония», а не её конституционным названием ― «Республика Македония».
С начала 2019 года и после подписания Преспанского соглашения с Грецией, страна сменила своё название на Республика Северная Македония, что снимает греческие возражения.
Проблемой также являются северомакедонско-болгарские отношения: Болгария не признаёт македонцев как отдельную этническую группу. Вступление в ЕС было определено как высший стратегический приоритет для правительства страны. Вступление до настоящего времени описывалось в «средне-долгосрочной» перспективе.
Девиз кампании по вступлению страны в ЕС ― «солнце ― это тоже звезда»: здесь имеется в виду вергинская звезда, изображённая на флаге Республики Северная Македония. То же солнце, изображённое среди прочих звёзд стран ЕС ― официальный логотип кампании.
6 февраля 2019 года был подписан протокол о вступлении Северной Македонии в НАТО.
7 мая 2019 года Папа Римский благословил Северную Македонию на вступление в ЕС.
18 октября 2019 года главы государств и правительств Европейского союза не смогли после длительных обсуждений на саммите Европейского союза 17—18 октября в Брюсселе решить вопрос о начале переговоров по приему в сообщество Албании и Северной Македонии. 3 января 2020 года премьер-министр Зоран Заев в связи с возможным недовольством со стороны граждан решением Европейского союза отложить дату открытия переговоров с Северной Македонией о вступлении в сообщество подал в отставку.
Совет Европейского союза одобрил начало переговоров о вступлении Северной Македонии 24 марта 2020 года. 19 июля 2022 года Европейский союз официально начал переговоры о вступлении страны в сообщество.

## Либерализация визового режима
1 января 2008 года упрощении визового режима между Республикой Македонией и Европейским союзом вступило в силу. Республика Македония начала диалог о либерализации визового режима с Европейским союзом в феврале того же года и была добавлена в список стран с безвизовым режимом 19 декабря 2009 года, тем самым был позволен въезд в Шенгенскую зону, Болгарию, Кипр и Румынию для граждан Республики Македонии без виз при поездках с биометрическими паспортами.

## Процесс переговоров
| Acquis communautaire                                                      | Оценка ЕС в начале                 | На данный момент             |
| ------------------------------------------------------------------------- | ---------------------------------- | ---------------------------- |
| 1. Свободное перемещение товаров                                          | Очень трудно осуществить           | Умеренно подготовлено        |
| 2. Свободное перемещение рабочей силы                                     | Необходимы дальнейшие реформы      | Ранняя стадия подготовки     |
| 3. Свобода учреждения и движения услуг                                    | Необходимы дальнейшие реформы      | Умеренно подготовлено        |
| 4. Свободное перемещение капиталов                                        | Необходимы дальнейшие реформы      | Умеренно подготовлено        |
| 5. Государственные закупки                                                | Необходимы значительные реформы    | Умеренно подготовлено        |
| 6. Корпоративное право                                                    | Необходимы значительные реформы    | Хороший уровень подготовки   |
| 7. Право интеллектуальной собственности                                   | Очень трудно осуществить           | Умеренно подготовлено        |
| 8. Политика конкуренции                                                   | Очень трудно осуществить           | Умеренно подготовлено        |
| 9. Финансовые услуги                                                      | Необходимы дальнейшие реформы      | Умеренно подготовлено        |
| 10. Информационное общество и СМИ                                         | Необходимы значительные реформы    | Хороший уровень подготовки   |
| 11. Сельское хозяйство и развитие сельских территорий                     | Необходимы значительные реформы    | Умеренно подготовлено        |
| 12. Безопасность пищевых продуктов, ветеринария и фитосанитарная политика | Необходимы значительные реформы    | Некоторый уровень подготовки |
| 13. Рыболовство                                                           | Нет серьёзных проблем              | Умеренно подготовлено        |
| 14. Транспортная политика                                                 | Необходимы значительные реформы    | Умеренно подготовлено        |
| 15. Энергетика                                                            | Необходимы значительные реформы    | Умеренно подготовлено        |
| 16. Налогообложение                                                       | Необходимы значительные реформы    | Умеренно подготовлено        |
| 17. Экономическая и монетарная политика                                   | Нет серьёзных проблем              | Умеренно подготовлено        |
| 18. Статистика                                                            | Нет серьёзных проблем              | Умеренно подготовлено        |
| 19. Социальная политика и занятость                                       | Необходимы значительные реформы    | Умеренно подготовлено        |
| 20. Промышленная политика и предпринимательство                           | Нет серьёзных проблем              | Умеренно подготовлено        |
| 21. Трансъевропейские сети                                                | Нет серьёзных проблем              | Хороший уровень подготовки   |
| 22. Региональная политика и координация структурных инструментов          | Необходимы значительные реформы    | Умеренно подготовлено        |
| 23. Суд и основные права                                                  | Необходимы значительные реформы    | Некоторый уровень подготовки |
| 24. Правосудие, свобода и безопасность                                    | Необходимы значительные реформы    | Умеренно подготовлено        |
| 25. Наука и исследования                                                  | Нет серьёзных проблем              | Хороший уровень подготовки   |
| 26. Образование и культура                                                | Нет серьёзных проблем              | Умеренно подготовлено        |
| 27. Окружающая среда и изменение климата                                  | Полная несовместимость с правом ЕС | Некоторый уровень подготовки |
| 28. Защита прав потребителей и здравоохранение                            | Необходимы дальнейшие реформы      | Умеренно подготовлено        |
| 29. Таможенный союз                                                       | Необходимы значительные реформы    | Хороший уровень подготовки   |
| 30. Внешние связи                                                         | Нет серьёзных проблем              | Умеренно подготовлено        |
| 31. Иностранная политика, политика обороны и безопасности                 | Нет серьёзных проблем              | Умеренно подготовлено        |
| 32. Финансовый контроль                                                   | Очень трудно осуществить           | Умеренно подготовлено        |
| 33. Бюджетные вопросы                                                     | Нет серьёзных проблем              | Ранняя стадия подготовки     |
| 34. Институты                                                             | Нет                                | -                            |
| 35. Другие вопросы                                                        | Нет                                | -                            |
| Прогресс                                                                  | 0 из 33                            | 0 из 33                      |